# Sandići
Sandići su naselje u distriktu Brčko, BiH.

## Stanovništvo
Nacionalni sastav stanovništva 1991. godine, bio je sljedeći:
ukupno: 420
- Srbi - 410
- Jugoslaveni - 7
- Bošnjaci - 1
- ostali, neopredijeljeni i nepoznato - 2